# モルガン・スタンレー

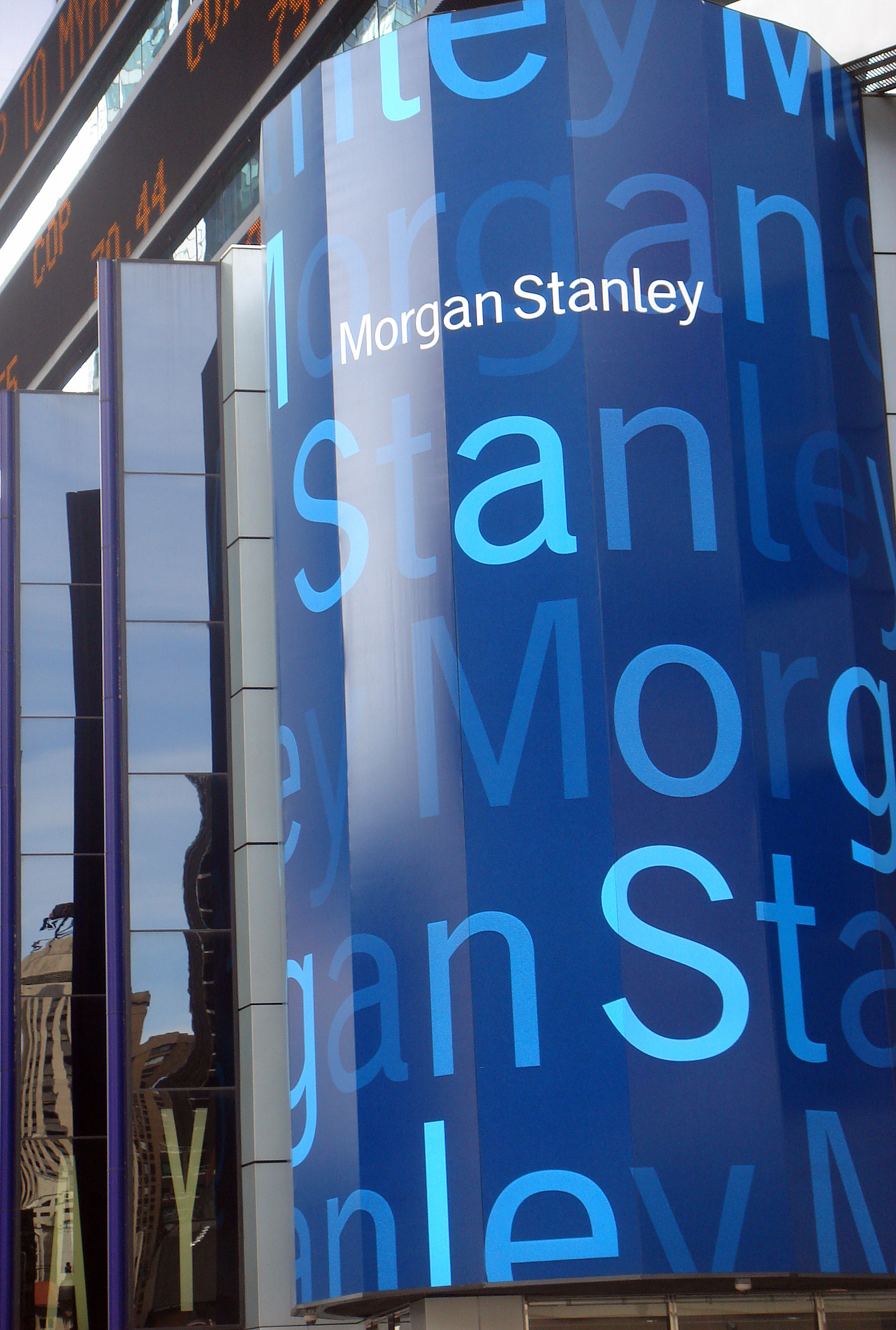
タイムズスクエアのオフィス。

モルガン・スタンレー（Morgan Stanley, NYSE: MS）は、アメリカ・ニューヨークに本拠を置く世界的な金融機関グループである。JPモルガンやゴールドマン・サックス、メリルリンチ等とともに、投資銀行業務の幅広い分野においてリーグテーブル上位に位置する名門投資銀行と言われている。日本の三菱UFJフィナンシャル・グループ（MUFG）が筆頭株主であり、2011年7月以降はMUFGの持分法適用会社にもなっている。

## 沿革

### モルガン・スタンレー・グループ・インク
1933年に成立したグラス・スティーガル法により、旧JPモルガン（現在のJPモルガン・チェース）の投資銀行部門がモルガン・スタンレーとして1935年にニューヨーク州法人として分離独立。なお、商号の「モルガン」とは、分離の際にモルガン・スタンレー側へ移り同社の共同創設者の1人となった従業員ヘンリー・スタージス・モルガンに由来する。この従業員は、旧JPモルガンの創設者であるジョン・ピアポント・モルガンの孫でもある。
一度精算した後、1941年にパートナーシップとして、モルガン・スタンレー・アンド・カンパニーを設立、証券業務へ傾注した。
1966年、モルガン・ギャランティ・トラストをともなって、フランス子会社（Morgan & Cie International S.A.）を設立した。1968年モルガン・ギャランティ・トラストがユーロクリアを設立した。1969年、デラウェア州法人として改めてモルガン・スタンレー・アンド・カンパニーを設立、数年をかけてパートナーシップの全事業を継承した。デラウェア州は衡平法裁判所が残っている。法人の合併や買収に関連する法人間の紛争を扱うことが多い。同州にはデュポン本社もある。英仏を臨む大西洋の証券業務は戦前の繁栄を取り戻そうとしていた。
1975年、デラウェア州法人としてモルガン・スタンレー・ホールディングズ・インコーポレレーテッドを設立した。この持株会社がモルガン・スタンレー・アンド・カンパニーおよび関連事業体の全株式を保有した。1978年持株会社はモルガン・スタンレー・インクとなって、さらに1985年モルガン・スタンレー・グループ・インクへ商号変更した。1988年モルガン・スタンレーの社員・投資家を内部者取引容疑で証券取引委員会が摘発した。マイケル・ミルケンの時代であった。

### ディーン・ウィッター・ディスカバー
1924年にディーン・ウィッター・アンド・カンパニーとして設立する。1978年にその継承会社である、ディーン・ウィッター・アンド・カンパニー・インコーポレーテッドが、レイノルズ・セキュリティー・インクと合併して、ディーン・ウィッター・レイノルズ・オーガニゼーション・インクとなった。
1981年にシアーズ・ローバック・アンド・カンパニーに買収された。

### モルガン・スタンレー
1997年5月31日にモルガン・スタンレー・グループ・インクは、ディーン・ウィッター・ディスカバーと合併し、ディーン・ウィッター・ディスカバーはモルガン・スタンレー・ディーン・ウィッター・ディスカバー・アンド・カンパニーへ商号を変更した。
1998年3月24日にモルガン・スタンレー・ディーン・ウィッター・アンド・カンパニーへ商号を変更し、2002年6月20日から現在の商号となった。
2007年からの世界金融危機の影響を受け、リーマンブラザーズ倒産直後には商用不動産およびレベル3資産を抱える同行に対し、ヘッジファンドを中心とした投資家が連想的な投げ売りを実施した結果、株価が大幅に下落するなど一時的にその余波を大きく受けるも、2008年9月21日に連邦準備制度理事会から金融持株会社への移行が承認され、また翌週には三菱UFJフィナンシャル・グループ(MUFG)と資本提携し、MUFG宛に90億ドル分の優先株を発行するなど、矢継ぎ早の対応が功を奏し辛うじて復活を遂げる。2009年1月13日、シティグループが保有していた投資銀行のスミス・バーニーに出資し合弁事業とし、2012年9月には同社を完全買収してモルガン・スタンレー・ウェルス・マネジメントとした。
2013年にポーランドやブルガリア、チェコの電力・ガス市場から撤退したが、2015年、欧州の電力・天然ガストレーディング事業を縮小する見通しであることを関係筋が明らかにした。
2015年2月25日、サブプライムローン証券の不正販売をめぐり、26億ドルの支払いで米司法省と和解したことが分かった。

## 日本での活動

### 日本法人
日本国内においては、日本における持株会社・モルガン・スタンレー・ホールディングスの傘下子会社として、主に以下の3社が営業している。
- モルガン・スタンレーMUFG証券：機関投資家や法人向けの金融商品取引業務。現在は、当グループ中間持株会社と三菱UFJ傘下の中間持株会社・三菱UFJ証券ホールディングスとの合弁となっている。
- モルガン・スタンレー・アセット・マネジメント投信：機関投資家や個人投資家向けの資産運用業務
- モルガン・スタンレー・キャピタル（旧モルガン・スタンレー・プロパティーズ・ジャパン）：不動産投資関連業務およびPE業務

### 日本での歴史
- 1924年（大正13年）：前身にあたるモルガン商会が、関東大震災の発生を受けて日本政府が発行した総額1億5,000万ドルの震災善後処理公債を引受
- 1970年（昭和45年）：東京駐在員事務所を設置
- 1984年（昭和59年）3月6日：モルガン・スタンレー・インターナショナル・リミテッド東京支店を設立して証券業免許を取得
- 1986年（昭和61年）：東京証券取引所へ加入
- 1987年（昭和62年）：大阪証券取引所へ加入、モルガン・スタンレー投資顧問株式会社設立
- 1988年（昭和63年）：商号をモルガン・スタンレー・インターナショナル・リミテッドからモルガン・スタンレー・ジャパン・リミテッドに変更
- 1989年（平成元年）：モルガン・スタンレー・ジャパン・リミテッド、東京金融先物取引所 会員権取得、

名古屋証券取引所 特別参加者資格取得
- 1995年（平成 7年）：証券投資信託委託業務の免許取得に伴い、モルガン・スタンレー投資顧問株式会社からモルガン・スタンレー・アセット・マネジメント投信株式会社に商号変更
- 1996年（平成 8年）：大手町から恵比寿に移転
- 1998年（平成10年）：日本にて不動産投資を開始
- 1999年（平成11年）：モルガン・スタンレー・ジャパン・リミテッドからモルガン・スタンレー・ディーン・ウィッター・ジャパン・リミテッドへ営業譲渡
- 2001年（平成13年）：商号をモルガン・スタンレー証券に変更
- 2001年（平成13年）：日本での個人投資家向け業務を扱う「モルガン・スタンレー日本証券」を設立。しかし同年11月に個人投資家向け業務からの撤退を表明し同社を清算
- 2002年（平成14年）：5月29日付けで報道。傘下の不動産ファンド、日本の不良債権売買で脱税。日本に課税権のないオランダ法人をダミーに利益を出していた。2000年までの2年間で180億円の申告漏れ。東京国税局による追徴額は約70億円。
- 2004年（平成16年）：モルガン・スタンレー証券会社、ジャスダック証券取引所　取引参加資格取得
- 2005年（平成17年）：モルガン・スタンレー証券会社、東京工業品取引所 受託会員資格取得
- 2006年（平成18年）4月1日：モルガン・スタンレー証券株式会社に営業譲渡
- 2007年（平成19年）10月9日：日本における持株会社として、モルガン・スタンレー・ホールディングス株式会社を設立
- 2008年（平成20年）9月：三菱UFJフィナンシャル・グループ（MUFG）より90億ドルの出資（議決権21%）を受ける[7]。
- 2010年（平成22年）：モルガン・スタンレー及び三菱UFJフィナンシャル・グループによる日本における証券合弁事業の開始に伴い、モルガン・スタンレー証券株式会社からモルガン・スタンレーMUFG証券株式会社に社名を変更
- 2012年（平成24年）：モルガン・スタンレー・アセット・マネジメント投信株式会社からモルガン・スタンレー・インベストメント・マネジメント株式会社に商号変更
  - 提携を受け、日本法人は、MUFG（実際は中間持株会社の三菱UFJ証券ホールディングス）から出資を受けてモルガン・スタンレーMUFG証券株式会社となった。
  - 2010年（平成22年）5月1日:日本におけるインベストメントバンキング部門は三菱UFJ証券（現・三菱UFJ証券ホールディングス）との統合の末、三菱UFJモルガン・スタンレー証券株式会社となった。
- 2014年（平成26年）：5月末現在、東京証券取引所に唯一カントリーファンド（会社型クローズドエンド会計投資信託）を上場

### 出資
- 2004年（平成16年）2月にダイエーから新神戸オリエンタルシティ（神戸市）を買収。オリエンタルホテルについてはモルガン・スタンレーのアジア地区におけるホテル運営会社パノラマ・ホスピタリティ（PH）の運営となり、インターコンチネンタルホテルズグループのブランドに改められた。2009年にホテル部分はタイ企業へ売却され、パソラマ・ホテルズ・ワン（PHO）が運営している。
- 2006年（平成18年）7月12日、日本航空の発行済み株式の5.78%を取得し、筆頭株主になったが、2006年8月31日に、2.34%まで保有割合は減少した。
- 2007年（平成19年）2月、東京ドームが所有・運営していた6箇所のリゾートを「六本木ホールディング特定目的会社」を介して買収。モルガン・スタンレーが設立した「セントレジャー・マネジメント」へ売却の上、営業されている。
- 2007年、全日本空輸が不動産を所有するANAインターコンチネンタルホテル東京をはじめとした国内13ホテル（運営はIHG-ANA）を、特定目的会社である「有限会社城山プロパティーズ」を介し、2813億円で買収（1件の不動産売買としては国内最高額）。パノラマ・ホスピタリティ傘下に新設した「パノラマ・ホテルズ・ワン」によって経営されている。
- 2018年（平成30年）1月末、近鉄グループが所有・営業していた沖縄都ホテルを買収。耐震補強と改装工事を行い2018年8月に「ノボテル沖縄那覇」として再オープンさせる[8]。

## 創作物への登場
- 黒木亮の小説「巨大投資銀行」では、モルガン・スペンサーとして描かれている。
- 木村剛の小説「通貨が堕落する時」では、モールス・サットンとして描かれている。

## 主な出身者
- 大久保勉…参議院議員（民主党）
- 出川昌人…ブラックロック日本法人社長
- 吉村元久…ヨシムラ・フード・ホールディングス創業者・社長
- 岡村和美…法務省国際課長
- 清水順子…学習院大学教授、 年金積立金管理運用独立行政法人運用委員長代理